# 사랑이 미워질 때
"사랑이 미워질 때"는 1969년 공개된 대한민국의 영화이다.

## 배역
- 김진규
- 윤정희
- 백영민
- 백일섭
- 방인자
- 정민
- 김순철
- 강민호
- 이영
- 박민철
- 김수천
- 김경란
- 윤신옥
- 김신명